# Argentyna na Letnich Igrzyskach Olimpijskich 2012
Argentynę na Letnich Igrzyskach Olimpijskich 2012, które odbyły się w Londynie, reprezentowało 137 zawodników. Zdobyli oni 4 medale: 1 złoty, 1 srebrny i 2 brązowe, zajmując 42. miejsce w klasyfikacji medalowej.
Był to dwudziesty trzeci start reprezentacji Argentyny na letnich igrzyskach olimpijskich.

## Zdobyte medale
| Medal  | Zawodnik                                          | Dyscyplina      | Konkurencja                 | Rezultat                                                                  | Data        |
| ------ | ------------------------------------------------- | --------------- | --------------------------- | ------------------------------------------------------------------------- | ----------- |
| Złoto  | Sebastián Crismanich                              | Taekwondo       | Kategoria do 80 kg mężczyzn | w finale pokonał Hiszpana Nicolása García 1:0                             | 10 sierpnia |
| Srebro | Reprezentacja Argentyny w hokeju na trawie kobiet | Hokej na trawie | Turniej kobiet              | w finale przegrały z zespołem Holandii 0:2                                | 10 sierpnia |
| Brąz   | Juan Martín del Potro                             | Tenis ziemny    | Gra pojedyncza mężczyzn     | w pojedynku o brązowy medal pokonał Serba Novaka Đokovicia 2:0 (7:6, 6:4) | 5 sierpnia  |
| Brąz   | Lucas Calabrese Juan de la Fuente                 | Żeglarstwo      | 470 mężczyzn                | 63 pkt                                                                    | 10 sierpnia |

## Reprezentanci

### Boks
Mężczyźni
| Zawodnik       | Konkurencja             | 1/16               | 1/8                | Ćwierćfinały     | Półfinały        | Finał            | Finał   |
| Zawodnik       | Konkurencja             | Przeciwnik Wynik   | Przeciwnik Wynik   | Przeciwnik Wynik | Przeciwnik Wynik | Przeciwnik Wynik | Pozycja |
| -------------- | ----------------------- | ------------------ | ------------------ | ---------------- | ---------------- | ---------------- | ------- |
| Alberto Melián | Waga kogucia (do 56 kg) | Wodopijanow P 5-12 | NQ                 | NQ               | NQ               | NQ               | NQ      |
| Yamil Peralta  | Waga ciężka (do 91 kg)  |                    | Bouloudinat W 13-5 | Pulew P 10-13    | NQ               | NQ               | NQ      |

### Gimnastyka

#### Gimnastyka sportowa
Mężczyźni
| Zawodnik          | Konkurencja     | Kwalifikacje | Kwalifikacje | Kwalifikacje | Kwalifikacje | Kwalifikacje | Kwalifikacje | Kwalifikacje | Kwalifikacje | Finał    | Finał    | Finał    | Finał    | Finał    | Finał    | Finał  | Finał   |
| Zawodnik          | Konkurencja     | Przyrząd     | Przyrząd     | Przyrząd     | Przyrząd     | Przyrząd     | Przyrząd     | Razem        | Miejsce      | Przyrząd | Przyrząd | Przyrząd | Przyrząd | Przyrząd | Przyrząd | Razem  | Miejsce |
| Zawodnik          | Konkurencja     | FX           | PH           | SR           | VT           | PB           | HB           | Razem        | Miejsce      | FX       | PH       | SR       | VT       | PB       | HB       | Razem  | Miejsce |
| ----------------- | --------------- | ------------ | ------------ | ------------ | ------------ | ------------ | ------------ | ------------ | ------------ | -------- | -------- | -------- | -------- | -------- | -------- | ------ | ------- |
| Federico Molinari | Ćwiczenia wolne | 13.433       | —            | —            | —            | —            | —            | 13.433       | 62.          | NQ       | NQ       | NQ       | NQ       | NQ       | NQ       | NQ     | NQ      |
| Federico Molinari | Kółka           | —            | —            | 15.333       | —            | —            | —            | 15.333       | 7.           | —        | —        | 14.733   | —        | —        | —        | 14.733 | 8.      |

Kobiety
| Valeria Pereyra | Wielobój indywidualny | 12.600 | 13.366 | 13.266 | 10.566 | 49.798 | 51. | NQ | NQ | NQ | NQ | NQ | NQ |

### Hokej na trawie

#### Mężczyźni
Reprezentacja Argentyny zajęła piąte miejsce w rozgrywkach grupy A turnieju olimpijskiego, wygrywając jeden mecz, remisując jeden i doznając trzech porażek. W meczu o 9. miejsce przegrała z reprezentacją Nowej Zelandii.
Faza grupowa
Grupa A
Wyniki
Faza pucharowa
Mecz o 9. miejsce
| 9 sierpnia 20128:30 WET | Argentyna                         | 1:3 | Nowa Zelandia                                                |  |
| 9 sierpnia 20128:30 WET | Pedro Ibarra 58' (kar.)           | 1:3 | 3' Stephen Jenness 20' Richard Petherick 28' Nicholas Wilson |  |
| 9 sierpnia 20128:30 WET | Matias Vila 34' · Lucas Rossi 34' | 1:3 | 5' Shaw Bradley · 35' Dean Couzins · 65' Facundo Callioni    |  |

Skład
1. Juan Manuel Vivaldi
3. Ignacio Bergner
4. Matias Damian Vila
5. Pedro Ibarra
7. Facundo Callioni
8. Lucas Rey
9. Rodrigo Vila
10. Matias Enrique Paredes
11. Lucas Cammareri
12. Lucas Martin Vila
17. Juan Martin Lopez
18. Santiago Montelli
24. Manuel Brunet
26. Augustin Mazzilli
27. Lucas Rossi
28. Gonzalo Peillat
Trener
Pablo Lombi

#### Kobiety
Reprezentacja Argentyny zajęła pierwsze miejsce w rozgrywkach grupy B turnieju olimpijskiego, wygrywając trzy mecze, jeden remisując i doznając jednej porażki. W półfinale pokonała Reprezentację Wielkiej Brytanii, aby w finale ulec Holandii. Hokeistki na trawie z Argentyny zdobyły w ten sposób srebrne medale olimpijskie.
Faza grupowa
Grupa B
Wyniki
Faza pucharowa
Półfinał
| 8 sierpnia 201220:00 WET | Argentyna                                     | 2:1 | Wielka Brytania |  |
| 8 sierpnia 201220:00 WET | Noel Barrionuevo 5' (kar.) Carla Rebecchi 30' | 2:1 | 64' Alex Danson |  |
| 8 sierpnia 201220:00 WET | 52' Josefina Sruoga · 59' Luciana Aymar       | 2:1 |                 |  |

Finał
| 10 sierpnia 201220:00 WET | Holandia                                                           | 2:0 | Argentyna          |  |
| 10 sierpnia 201220:00 WET | Carrien Dirkse van der Heuvel 44' (kar.) Maartje Paumen 53' (kar.) | 2:0 |                    |  |
| 10 sierpnia 201220:00 WET | Maartje Goderie 29'                                                | 2:0 | 58' Silvina D’Elia |  |

Skład
1. Laura Del Colle
4. Rosario Luchetti
5. Macarena Rodríguez
7. Martina Cavallero
8. Luciana Aymar
11. Carla Rebecchi
12. Delfina Merino
16. Florencia Habif
17. Rocío Sanchez Moccia
18. Daniela Sruoga
19. Sofia Maccari
21. Mariela Scarone
25. Silvina D’Elia
27. Noel Barrionuevo
30. Maria Josefina Sruoga
31. Maria Florencia Mutio
Trener
Carlos Retegui

### Judo
Mężczyźni
| Zawodnik         | Konkurencja | 1/32             | 1/16                         | 1/8                      | Ćwierćfinał            | Półfinał         | Pierwsza runda repasaży           | Półfinał repasaży | Finał            | Finał   |
| Zawodnik         | Konkurencja | Przeciwnik Wynik | Przeciwnik Wynik             | Przeciwnik Wynik         | Przeciwnik Wynik       | Przeciwnik Wynik | Przeciwnik Wynik                  | Przeciwnik Wynik  | Przeciwnik Wynik | Pozycja |
| ---------------- | ----------- | ---------------- | ---------------------------- | ------------------------ | ---------------------- | ---------------- | --------------------------------- | ----------------- | ---------------- | ------- |
| Emmanuel Lucenti | −81 kg      |                  | Fetra Ratsimiziva 1000 -0001 | Alain Schmitt 1000 -0000 | Kim Jae-Bum 0003- 0100 |                  | Antoine Valois-Fortier 0001- 0011 |                   |                  | 7.      |
| Héctor Campos    | −90 kg      |                  | Asley González 0000- 1000    |                          |                        |                  |                                   |                   |                  | 17.     |
| Cristian Schmidt | −100 kg     |                  | Jauhen Biadulin 0000- 1001   |                          |                        |                  |                                   |                   |                  | 17.     |

Kobiety
| Zawodniczka  | Konkurencja | 1/16                | 1/8                      | Ćwierćfinał              | Półfinał            | Pierwsza runda repasaży         | Półfinał repasaży             | Finał               | Finał   |
| Zawodniczka  | Konkurencja | Przeciwniczka Wynik | Przeciwniczka Wynik      | Przeciwniczka Wynik      | Przeciwniczka Wynik | Przeciwniczka Wynik             | Przeciwniczka Wynik           | Przeciwniczka Wynik | Pozycja |
| ------------ | ----------- | ------------------- | ------------------------ | ------------------------ | ------------------- | ------------------------------- | ----------------------------- | ------------------- | ------- |
| Paula Pareto | – 48 kg     |                     | Elena Moretti 0010 -0000 | Tomoko Fukumi 0002- 0010 |                     | Urantsetseg Munchbat 0011 -0002 | Charline Van Snick 0002- 0011 |                     | 5.      |

### Jeździectwo
mężczyźni
| Zawodnik           | Konkurencja         | Runda 1 | Runda 1 | Runda 2 | Runda 2 | Runda 2 | Runda 3 | Runda 3 | Runda 3 | Finał   | Finał   | Finał   | Finał   | Finał | Finał |
| Zawodnik           | Konkurencja         | Runda 1 | Runda 1 | Runda 2 | Runda 2 | Runda 2 | Runda 3 | Runda 3 | Runda 3 | Runda A | Runda A | Runda B | Runda B | Razem | Razem |
| Zawodnik           | Konkurencja         | Błędy   | Poz.    | Błędy   | Razem   | Poz.    | Błędy   | Razem   | Poz.    | Błędy   | Poz.    | Błędy   | Poz.    | Błędy | Poz.  |
| ------------------ | ------------------- | ------- | ------- | ------- | ------- | ------- | ------- | ------- | ------- | ------- | ------- | ------- | ------- | ----- | ----- |
| José María Larocca | Skoki indywidualnie | 4       | 42.     | 4       | 8       | 31.     | 12      | 20      | 38.     | 20      | 36.     |         |         |       |       |
| Alejandro Madorno  | Skoki indywidualnie | 9       | 64.     |         |         |         |         |         |         |         |         |         |         |       |       |

### Kajakarstwo
Mężczyźni
| Zawodnik                    | Konkurencja | Eliminacje | Eliminacje | Półfinały | Półfinały | Finał A/B | Finał A/B | Pozycja |
| Zawodnik                    | Konkurencja | Czas       | Pozycja    | Czas      | Pozycja   | Czas      | Pozycja   | Pozycja |
| --------------------------- | ----------- | ---------- | ---------- | --------- | --------- | --------- | --------- | ------- |
| Miguel Correa Rubén Voisard | K-2 200m    | 33.623     | 3.         | 33.105    | 3.        | 35.271    | 5. (A)    | 5.      |

#### Kajakarstwo górskie
Mężczyźni
| Zawodnik        | Konkurencja | Eliminacje | Eliminacje | Eliminacje | Eliminacje | Eliminacje | Eliminacje | Półfinały | Półfinały | Finał | Finał   | Pozycja |
| Zawodnik        | Konkurencja | P 1        | M.         | P 2        | M.         | Razem      | M.         | Czas      | Miejsce   | Czas  | Miejsce | Pozycja |
| --------------- | ----------- | ---------- | ---------- | ---------- | ---------- | ---------- | ---------- | --------- | --------- | ----- | ------- | ------- |
| Sebastián Rossi | C-1         | 109.41     | 14.        | 107.52     | 14.        | 107.52     | 16.        |           |           |       |         | 16.     |

### Kolarstwo

#### Kolarstwo szosowe
| Zawodnik            | Konkurencja                    | Czas                    | Pozycja                 |
| ------------------- | ------------------------------ | ----------------------- | ----------------------- |
| Maximiliano Richeze | wyścig ze startu wspólnego (m) | przekroczył limit czasu | przekroczył limit czasu |

#### Kolarstwo górskie
| Zawodnik     | Konkurencja       | Czas    | Pozycja |
| ------------ | ----------------- | ------- | ------- |
| Catriel Soto | cross-country (m) | 1:35.13 | 26.     |

#### Kolarstwo torowe
Omnium
| Zawodnik     | Konkurencja | Okrążenie start lotny | Okrążenie start lotny | Wyścig punktowy | Wyścig punktowy | Wyścig eliminacyjny | Wyścig na dochodzenie | Wyścig na dochodzenie | Scratch | Wyścig na 1000 m | Wyścig na 1000 m | Suma punktów | Pozycja |
| Zawodnik     | Konkurencja | Czas                  | M.                    | Punkty          | M.              | Miejsce             | Przeciwnik Wynik      | M.                    | M.      | Czas             | M.               | Suma punktów | Pozycja |
| ------------ | ----------- | --------------------- | --------------------- | --------------- | --------------- | ------------------- | --------------------- | --------------------- | ------- | ---------------- | ---------------- | ------------ | ------- |
| Walter Pérez | mężczyźni   | 14.036                | 17.                   | 26              | 7.              | 4.                  | 4:33.532              | 15.                   | 12.     | 1:07.523         | 17.              | 72           | 14.     |

#### Kolarstwo BMX
| Zawodnik        | Konkurencja | Eliminacje | Eliminacje | Ćwierćfinał | Ćwierćfinał | Półfinał | Półfinał | Finał | Finał   |
| Zawodnik        | Konkurencja | Wynik      | Miejsce    | Wynik       | Miejsce     | Wynik    | Miejsce  | Wynik | Miejsce |
| --------------- | ----------- | ---------- | ---------- | ----------- | ----------- | -------- | -------- | ----- | ------- |
| Ernesto Pizarro | mężczyźni   | 39,765 s   | 26.        | 26 pkt      | 6.          |          |          |       |         |

### Koszykówka
Turniej mężczyzn
- Reprezentacja mężczyzn

| - Luis Scola - Manu Ginóbili - Marcos Mata - Facundo Campazzo - Pablo Prigioni - Juan Pedro Gutiérrez |  | - Carlos Delfino - Martín Leiva - Leonardo Gutiérrez - Andrés Nocioni - Hernán Jasen - Federico Kammerichs |

Grupa A
| Drużyna           | M | W | R | Kosze   | Pkt |
| ----------------- | - | - | - | ------- | --- |
| Stany Zjednoczone | 5 | 5 | 0 | 589-398 | 10  |
| Francja           | 5 | 4 | 1 | 376-378 | 9   |
| Argentyna         | 5 | 3 | 2 | 446-424 | 8   |
| Litwa             | 5 | 2 | 3 | 395-399 | 7   |
| Nigeria           | 5 | 1 | 4 | 338-456 | 6   |
| Tunezja           | 5 | 0 | 5 | 320-411 | 5   |

29 lipca 2012
| Argentyna | 102:79 | Litwa |

31 lipca 2012
| Francja | 71:64 | Argentyna |

2 sierpnia 2012
| Argentyna | 92:69 | Tunezja |

4 sierpnia 2012
| Nigeria | 79:93 | Argentyna |

6 sierpnia 2012
| Argentyna | 97:126 | Stany Zjednoczone |

#### Ćwierćfinał
8 sierpnia 2012
| Brazylia | 77:82 | Argentyna |

#### Półfinał
8 sierpnia 2012
| Stany Zjednoczone | 109:83 | Argentyna |

#### Mecz o 3. miejsce
8 sierpnia 2012
| Rosja | 81:77 | Argentyna |

### Lekkoatletyka
Mężczyźni
| Zawodnik         | Konkurencja   | Eliminacje | Eliminacje | Ćwierćfinał | Ćwierćfinał | Półfinał | Półfinał | Finał   | Finał   |
| Zawodnik         | Konkurencja   | Wynik      | Miejsce    | Wynik       | Miejsce     | Wynik    | Miejsce  | Wynik   | Miejsce |
| ---------------- | ------------- | ---------- | ---------- | ----------- | ----------- | -------- | -------- | ------- | ------- |
| Miguel Barzola   | maraton       |            |            |             |             |          |          | 2:17:54 | 35.     |
| Javier Carriqueo | 5000 m        | 13:57:07   | 19.        |             |             |          |          |         |         |
| Juan Manuel Cano | chód na 20 km |            |            |             |             |          |          | 1:22:10 | 22.     |

| Zawodnik           | Konkurencja    | Kwalifikacje | Kwalifikacje | Finał | Finał   |
| Zawodnik           | Konkurencja    | Wynik        | Miejsce      | Wynik | Miejsce |
| ------------------ | -------------- | ------------ | ------------ | ----- | ------- |
| Germán Lauro       | rzut dyskiem   | 57,54        | 37.          |       |         |
| Germán Lauro       | pchnięcie kulą | 20,75        | 5.           | 20,84 | 6.      |
| Braian Toledo      | rzut oszczepem | 76,87        | 30.          |       |         |
| Juan Ignacio Cerra | rzut młotem    | 68,20        | 36.          |       |         |

Kobiety
| Zawodnik      | Konkurencja | Eliminacje | Eliminacje | Ćwierćfinał | Ćwierćfinał | Półfinał | Półfinał | Finał   | Finał   |
| Zawodnik      | Konkurencja | Wynik      | Miejsce    | Wynik       | Miejsce     | Wynik    | Miejsce  | Wynik   | Miejsce |
| ------------- | ----------- | ---------- | ---------- | ----------- | ----------- | -------- | -------- | ------- | ------- |
| Maria Peralta | maraton     |            |            |             |             |          |          | 2:40:50 | 82.     |

| Zawodniczka       | Konkurencja  | Kwalifikacje | Kwalifikacje | Finał | Finał   |
| Zawodniczka       | Konkurencja  | Wynik        | Miejsce      | Wynik | Miejsce |
| ----------------- | ------------ | ------------ | ------------ | ----- | ------- |
| Jennifer Dahlgren | rzut młotem  | X            | NM           |       |         |
| Rocío Comba       | rzut dyskiem | 58,98        | 26.          |       |         |

### Piłka ręczna
Turniej mężczyzn
- Reprezentacja mężczyzn

| - Mariano Cánepa - Gonzalo Carou - Federico Fernández - Fernando García - Andrés Kogovsek - Damián Migueles - Federico Pizarro - Pablo Portela |  | - Leonardo Querin - Guido Riccobelli - Federico Vieyra - Matías Schulz - Diego Simonet - Sebastián Simonet - Juan Manuel Vázquez |

Grupa A
| Drużyna         | M | W | R | P | G+  | G-  | G=  | Pkt |
| --------------- | - | - | - | - | --- | --- | --- | --- |
| Islandia        | 5 | 5 | 0 | 0 | 167 | 132 | 35  | 10  |
| Francja         | 5 | 4 | 0 | 1 | 159 | 110 | 49  | 8   |
| Szwecja         | 5 | 3 | 0 | 2 | 156 | 115 | 41  | 6   |
| Tunezja         | 5 | 2 | 0 | 3 | 121 | 125 | −4  | 4   |
| Argentyna       | 5 | 1 | 0 | 4 | 113 | 138 | −25 | 2   |
| Wielka Brytania | 5 | 0 | 0 | 5 | 96  | 192 | −96 | 0   |

29 lipca 2012
| Islandia | 31:25 | Argentyna |

31 lipca 2012
| Argentyna | 20:32 | Francja |

2 sierpnia 2012
| Wielka Brytania | 21:32 | Argentyna |

4 sierpnia 2012
| Szwecja | 29:13 | Argentyna |

6 sierpnia 2012
| Argentyna | 23:25 | Tunezja |

### Pływanie
Mężczyźni
| Zawodnik            | Konkurencja      | Eliminacje | Eliminacje | Półfinał | Półfinał | Finał | Finał   |
| Zawodnik            | Konkurencja      | Czas       | Miejsce    | Czas     | Miejsce  | Czas  | Miejsce |
| ------------------- | ---------------- | ---------- | ---------- | -------- | -------- | ----- | ------- |
| Federico Grabich    | 50m dowolnym     | 23,30      | 8.         |          |          |       |         |
| Federico Grabich    | 100m grzbietowym | 56,56      | 8.         |          |          |       |         |
| Juan Martín Pereyra | 400m dowolnym    | 3:56,76    | 8.         |          |          |       |         |
| Juan Martín Pereyra | 1500m dowolnym   | 15:36,72   | 8.         |          |          |       |         |

Kobiety
| Zawodniczka      | Konkurencja   | Eliminacje | Eliminacje | Półfinał | Półfinał | Finał     | Finał   |
| Zawodniczka      | Konkurencja   | Czas       | Miejsce    | Czas     | Miejsce  | Czas      | Miejsce |
| ---------------- | ------------- | ---------- | ---------- | -------- | -------- | --------- | ------- |
| Cecilia Biagioli | 800m dowolnym | 8:33,97    | 6.         |          |          |           |         |
| Cecilia Biagioli | 10 km         |            |            |          |          | 2:01:02,2 | 17.     |
| Georgina Bardach | 400m zmiennym | 4:57,31    | 8.         |          |          |           |         |

### Pływanie synchroniczne[1]
| Zawodnik                   | Eliminacje                    | Eliminacje                    | Eliminacje                 | Eliminacje                 | Eliminacje         | Eliminacje         |        |         |
| Zawodnik                   | Eliminacje – runda techniczna | Eliminacje – runda techniczna | Eliminacje – runda dowolna | Eliminacje – runda dowolna | Eliminacje – Razem | Eliminacje – Razem | Finał  | Finał   |
| Zawodnik                   | Punkty                        | Miejsce                       | Punkty                     | Miejsce                    | Punkty             | Miejsce            | Punkty | Miejsce |
| -------------------------- | ----------------------------- | ----------------------------- | -------------------------- | -------------------------- | ------------------ | ------------------ | ------ | ------- |
| Etel Sánchez Sofia Sánchez | 78.900                        | 22                            | 78.410                     | 22                         | 157.310            | 22                 |        |         |

### Siatkówka
Mężczyźni
- Reprezentacja mężczyzn

| - Gabriel Arroyo - Iván Castellani - Nicolás Uriarte - Cristian Poglajen - Facundo Conte - Rodrigo Quiroga |  | - Nicolás Bruno - Sebastián Solé - Federico Pereyra - Pablo Crer - Luciano de Cecco - Alexis González |

| Drużyna   | Konkurencja      | Faza grupowa     | Faza grupowa     | Faza grupowa     | Faza grupowa     | Faza grupowa          | Faza grupowa | Ćwierćfinały     | Półfinały        | Finał            | Pozycja |
| Drużyna   | Konkurencja      | Przeciwnik Wynik | Przeciwnik Wynik | Przeciwnik Wynik | Przeciwnik Wynik | Przeciwnik Wynik      | Pozycja      | Przeciwnik Wynik | Przeciwnik Wynik | Przeciwnik Wynik | Pozycja |
| --------- | ---------------- | ---------------- | ---------------- | ---------------- | ---------------- | --------------------- | ------------ | ---------------- | ---------------- | ---------------- | ------- |
| Argentyna | siatkówka halowa | Australia · 3:0  | Włochy · 1:3     | Polska · 0:3     | Bułgaria · 3:1   | Wielka Brytania · 3:0 | 3            | Brazylia · 0:3   |                  |                  | 5 – 8.  |

#### Siatkówka plażowa
Kobiety
| Zawodniczka            | Konkurencja | Faza grupowa                                 | Faza grupowa                                        | Faza grupowa                                       | Pozycja | 1/8              | Ćwierćfinały     | Półfinały        | Finał            | Finał   |
| Zawodniczka            | Konkurencja | Przeciwnik Wynik                             | Przeciwnik Wynik                                    | Przeciwnik Wynik                                   | Pozycja | Przeciwnik Wynik | Przeciwnik Wynik | Przeciwnik Wynik | Przeciwnik Wynik | Pozycja |
| ---------------------- | ----------- | -------------------------------------------- | --------------------------------------------------- | -------------------------------------------------- | ------- | ---------------- | ---------------- | ---------------- | ---------------- | ------- |
| Ana Gallay María Zonta | kobiety     | Jennifer Kessy April Ross 0:2 (11:21, 18;21) | Elsa Baquerizo Liliana Fernández 0:2 (20:22, 16:21) | Sanne Keizer Marleen van Iersel 0:2 (12:21, 16:21) | 4       |                  |                  |                  |                  | 19.     |

### Strzelectwo
Mężczyźni
| Zawodnik            | Konkurencja | Kwalifikacje | Kwalifikacje | Finał | Finał   |
| Zawodnik            | Konkurencja | Wynik        | Pozycja      | Wynik | Pozycja |
| ------------------- | ----------- | ------------ | ------------ | ----- | ------- |
| Alex Misael Suligoy | ksp         | 593          | 20.          |       |         |
| Juan Diego Angeloni | ksp         | 580          | 50.          |       |         |

### Szermierka
Kobiety
| Zawodnik    | Konkurencja          | 1/32             | 1/16                  | 1/8              | Ćwierćfinały     | Miejsca 5-8.     | Półfinały        | Mecz o 5. miejsce | Finał            | Finał   |
| Zawodnik    | Konkurencja          | Przeciwnik Wynik | Przeciwnik Wynik      | Przeciwnik Wynik | Przeciwnik Wynik | Przeciwnik Wynik | Przeciwnik Wynik | Przeciwnik Wynik  | Przeciwnik Wynik | Pozycja |
| ----------- | -------------------- | ---------------- | --------------------- | ---------------- | ---------------- | ---------------- | ---------------- | ----------------- | ---------------- | ------- |
| María Pérez | szabla indywidualnie |                  | Gioia Marzocca 10- 15 |                  |                  |                  |                  |                   |                  | 17.     |

### Taekwondo
Kobiety
| Zawodnik     | Konkurencja | 1/8                 | Ćwierćfinał            | Półfinał         | Repesaż 1        | Repesaż 2        | Finał            | Finał   |
| Zawodnik     | Konkurencja | Przeciwnik Wynik    | Przeciwnik Wynik       | Przeciwnik Wynik | Przeciwnik Wynik | Przeciwnik Wynik | Przeciwnik Wynik | Pozycja |
| ------------ | ----------- | ------------------- | ---------------------- | ---------------- | ---------------- | ---------------- | ---------------- | ------- |
| Carola Lopez | −49 kg      | Sanaa Atabrour 1 -0 | Lucija Zaninović 4- 13 |                  |                  |                  |                  | 9.      |

Mężczyźni
| Zawodnik             | Konkurencja | 1/8               | Ćwierćfinał             | Półfinał            | Repesaż 1        | Repesaż 2        | Finał               | Finał   |
| Zawodnik             | Konkurencja | Przeciwnik Wynik  | Przeciwnik Wynik        | Przeciwnik Wynik    | Przeciwnik Wynik | Przeciwnik Wynik | Przeciwnik Wynik    | Pozycja |
| -------------------- | ----------- | ----------------- | ----------------------- | ------------------- | ---------------- | ---------------- | ------------------- | ------- |
| Sebastián Crismanich | −80 kg      | Vaughn Scott 9 -5 | Nesar Ahmad Bahave 9 -1 | Arman Jeremian 2 -1 |                  |                  | Nicolás García 1 -0 | 1.      |

### Tenis stołowy
| Zawodnik | Konkurencja        | Eliminacje       | Runda 1          | Runda 2          | Runda 3          | 1/8 finału       | Ćwierćfinały     | Półfinały        | Finał            | Finał   |
| Zawodnik | Konkurencja        | Przeciwnik Wynik | Przeciwnik Wynik | Przeciwnik Wynik | Przeciwnik Wynik | Przeciwnik Wynik | Przeciwnik Wynik | Przeciwnik Wynik | Przeciwnik Wynik | Pozycja |
| -------- | ------------------ | ---------------- | ---------------- | ---------------- | ---------------- | ---------------- | ---------------- | ---------------- | ---------------- | ------- |
| Song Liu | gra pojedyncza (m) |                  | Suraju Saka 4:0  | Bojan Tokić 3- 4 |                  |                  |                  |                  |                  | 33.     |

### Tenis ziemny
Kobiety
| Zawodniczka               | Konkurencja | 1/32             | 1/16                       | 1/8              | Ćwierćfinały     | Półfinały        | Finał            | Finał         |
| Zawodniczka               | Konkurencja | Przeciwnik Wynik | Przeciwnik Wynik           | Przeciwnik Wynik | Przeciwnik Wynik | Przeciwnik Wynik | Przeciwnik Wynik | Pozycja       |
| ------------------------- | ----------- | ---------------- | -------------------------- | ---------------- | ---------------- | ---------------- | ---------------- | ------------- |
| Gisela Dulko Paola Suárez | debel       |                  | Li Na Zhang Shuai 2:6, 2:6 | → Nie awansowały | → Nie awansowały | → Nie awansowały | → Nie awansowały | Miejsca 17-31 |

Mężczyźni
| Zawodnik                         | Konkurencja | 1/32                           | 1/16                                       | 1/8                        | Ćwierćfinały              | Półfinały                        | Finał                  | Finał         |
| Zawodnik                         | Konkurencja | Przeciwnik Wynik               | Przeciwnik Wynik                           | Przeciwnik Wynik           | Przeciwnik Wynik          | Przeciwnik Wynik                 | Przeciwnik Wynik       | Pozycja       |
| -------------------------------- | ----------- | ------------------------------ | ------------------------------------------ | -------------------------- | ------------------------- | -------------------------------- | ---------------------- | ------------- |
| Juan Martín del Potro            | singel      | Ivan Dodig 6:4, 6:1            | Andreas Seppi 6:3, 7:6(2)                  | Gilles Simon 6:1, 4:6, 6:3 | Kei Nishikori 6:4, 7:6(4) | Roger Federer 6:3, 6:7(5), 17:19 | Novak Đoković 7:5, 6:4 | brąz          |
| Juan Mónaco                      | singel      | David Goffin 6:4, 6:1          | Feliciano López 4:6, 4:6                   | → Nie awansował            | → Nie awansował           | → Nie awansował                  | → Nie awansował        | Miejsca 17-32 |
| Carlos Berlocq                   | singel      | Alex Bogomolov Jr. 5:7, 6:7(5) | → Nie awansował                            | → Nie awansował            | → Nie awansował           | → Nie awansował                  | → Nie awansował        | Miejsca 33-64 |
| David Nalbandian                 | singel      | Janko Tipsarević 3:6, 4:6      | → Nie awansował                            | → Nie awansował            | → Nie awansował           | → Nie awansował                  | → Nie awansował        | Miejsca 33-64 |
| David Nalbandian Eduardo Schwank | debel       |                                | Michaël Llodra Jo-Wilfried Tsonga 3:6, 5:7 | → Nie awansowali           | → Nie awansowali          | → Nie awansowali                 | → Nie awansowali       | Miejsca 17-32 |

Gra mieszana
| Zawodnicy                          | Konkurencja | 1/32             | 1/16             | 1/8                              | Ćwierćfinały     | Półfinały        | Finał            | Finał        |
| Zawodnicy                          | Konkurencja | Przeciwnik Wynik | Przeciwnik Wynik | Przeciwnik Wynik                 | Przeciwnik Wynik | Przeciwnik Wynik | Przeciwnik Wynik | Pozycja      |
| ---------------------------------- | ----------- | ---------------- | ---------------- | -------------------------------- | ---------------- | ---------------- | ---------------- | ------------ |
| Gisela Dulko Juan Martín del Potro | mikst       |                  |                  | Lisa Raymond Mike Bryan 2:6, 5:7 | → Nie awansowali | → Nie awansowali | → Nie awansowali | Miejsca 9-16 |

### Triathlon
| Zawodnik          | Konkurencja | Pływanie (1,5 km) | Zmiana 1 | Jazda na rowerze (40 km) | Zmiana 2 | Bieg (10 km) | Czas    | Pozycja |
| ----------------- | ----------- | ----------------- | -------- | ------------------------ | -------- | ------------ | ------- | ------- |
| Gonzalo Tellechea | mężczyźni   | 18:59             |          | 58:47                    |          | 31:41        | 1:51:07 | 38.     |

### Wioślarstwo
Mężczyźni
| Zawodnik                    | Konkurencja | Eliminacje | Eliminacje | Repesaż | Repesaż | Ćwierćfinały | Ćwierćfinały | Półfinały C/D | Półfinały C/D | Półfinały A/B | Półfinały A/B | Finał C/D | Finał C/D | Finał A/B | Finał A/B | Miejsce |
| Zawodnik                    | Konkurencja | Czas       | M.         | Czas    | M.      | Czas         | M.           | Czas          | M.            | Czas          | M.            | Czas      | M.        | Czas      | M.        | Miejsce |
| --------------------------- | ----------- | ---------- | ---------- | ------- | ------- | ------------ | ------------ | ------------- | ------------- | ------------- | ------------- | --------- | --------- | --------- | --------- | ------- |
| Santiago Fernández          | M1x         | 6:43.03    | 3.         |         |         | 7:01.57      | 2.           |               |               | 7:29.80       | 4.            |           |           | 7:20.40   | 4.(B)     | 10.     |
| Ariel Suárez Cristian Rosso | M2x         | 6:13.68    | 3.         |         |         |              |              |               |               | 6:19.40       | 1.            |           |           | 6:36.36   | 4.(A)     | 4.      |
| Mario Cejas Miguel Mayol    | LM2x        | 7:01.76    | 5.         | 6:48.21 | 5.      |              |              | 7:06.24       | 2.            |               |               | 6:53.71   | 5.(C)     |           |           | 17.     |

Kobiety
| Zawodnik                         | Konkurencja | Eliminacje | Eliminacje | Repesaż | Repesaż | Ćwierćfinały | Ćwierćfinały | Półfinały C/D | Półfinały C/D | Półfinały A/B | Półfinały A/B | Finał C/D | Finał C/D | Finał A/B | Finał A/B | Miejsce |
| Zawodnik                         | Konkurencja | Czas       | M.         | Czas    | M.      | Czas         | M.           | Czas          | M.            | Czas          | M.            | Czas      | M.        | Czas      | M.        | Miejsce |
| -------------------------------- | ----------- | ---------- | ---------- | ------- | ------- | ------------ | ------------ | ------------- | ------------- | ------------- | ------------- | --------- | --------- | --------- | --------- | ------- |
| Lucía Palermo                    | W1x         | 8:07.89    | 5.         | 7:52.49 | 2.      | 8:06.47      | 5.           | 8:09.85       | 4.            |               |               | 8:40.38   | 3.(D)     |           |           | 21.     |
| María Laura Abalo Gabriela Best  | W2-         | 7:12.17    | 5.         | 7:20.94 | 6.      |              |              |               |               |               |               |           |           | 8:03.53   | 3.(B)     | 9.      |
| María Clara Rohner Milka Kraljev | LW2x        | 7:33.37    | 5.         | 7:40.72 | 5.      |              |              |               |               |               |               | 7:44.62   | 3.(C)     |           |           | 15.     |

### Zapasy
Kobiety – styl wolny
| Zawodnik          | Konkurencja | Kwalifikacje        | 1/8              | Ćwierćfinał      | Półfinał         | Repesaż 1        | Repesaż 2        | Finał            | Finał   |
| Zawodnik          | Konkurencja | Przeciwnik Wynik    | Przeciwnik Wynik | Przeciwnik Wynik | Przeciwnik Wynik | Przeciwnik Wynik | Przeciwnik Wynik | Przeciwnik Wynik | Pozycja |
| ----------------- | ----------- | ------------------- | ---------------- | ---------------- | ---------------- | ---------------- | ---------------- | ---------------- | ------- |
| Patricia Bermúdez | −48 kg      | Iwona Matkowska 0-4 |                  |                  |                  |                  |                  |                  | 17      |

### Żeglarstwo
Kobiety
| Zawodnik                               | Konkurencja  | Wyścig | Wyścig | Wyścig | Wyścig | Wyścig | Wyścig | Wyścig   | Wyścig | Wyścig | Wyścig | Wyścig | Punkty | Finałowa pozycja |
| Zawodnik                               | Konkurencja  | 1      | 2!3    | 4      | 5      | 6      | 7      | 8        | 9      | 10     | M*     |        | Punkty | Finałowa pozycja |
| -------------------------------------- | ------------ | ------ | ------ | ------ | ------ | ------ | ------ | -------- | ------ | ------ | ------ | ------ | ------ | ---------------- |
| Jazmin López                           | RS:X         | 20     | 19     | 20     | 24     | 21     | 19     | 25       | 17     | 25     | 25     | –      | 206    | 23.              |
| Cecilia Carranza                       | Laser Radial | 9      | 28     | 13     | 28     | 10     | 30     | 12 (DSQ) | 35     | 20     | 35     | –      | 185    | 21.              |
| Consuelo Monsegur María Fernanda Sesto | 470          | 16     | 19     | 19     | 3      | 5      | 12     | 14       | 11     | 15     | 3      | –      | 98     | 13.              |

Mężczyźni
| Zawodnik                          | Konkurencja | Wyścig | Wyścig | Wyścig | Wyścig | Wyścig | Wyścig | Wyścig | Wyścig | Wyścig | Wyścig | Wyścig | Punkty | Finałowa pozycja |
| Zawodnik                          | Konkurencja | 1      | 2      | 3      | 4      | 5      | 6      | 7      | 8      | 9      | 10     | M*     | Punkty | Finałowa pozycja |
| --------------------------------- | ----------- | ------ | ------ | ------ | ------ | ------ | ------ | ------ | ------ | ------ | ------ | ------ | ------ | ---------------- |
| Mariano Reutemann                 | RS:X        | 16     | 15     | 15     | 13     | 12     | 19     | 5      | 20     | 14     | 7      | –      | 116    | 11.              |
| Julio Alsogaray                   | Laser       | 1      | 10     | 7      | 13     | 5      | 20     | 7      | 10     | 21     | 21     | 14     | 108    | 9.               |
| Lucas Calabrese Juan de la Fuente | 470         | 5      | 24     | 3      | 9      | 17     | 8      | 2      | 2      | 5      | 6      | 6      | 87     | brąz             |

M=Wyścig medalowy
DSQ – dyskwalifikacja